# Aşağı Yufkalı, Araban
Aşağıyufkalı là một xã thuộc huyện Araban, tỉnh Gaziantep, Thổ Nhĩ Kỳ. Dân số thời điểm năm 2011 là 97 người.